# Monumento a la Libertad (Tiflis)
El Monumento a la Libertad (en georgiano: თავისუფლების მონუმენტი) comúnmente conocida como la Estatua de San Jorge, es un monumento situado en Tiflis, Georgia, dedicado a la libertad e independencia de la nación georgiana. Inaugurado en 2006 en la plaza central de Tiflis, el monumento de granito y oro alcanza los 35 metros (115 pies) de alto [1] y es accesible fácilmente desde cualquier punto de la ciudad. La estatua actual de 5,6 metros (18 pies) de alto, está hecha en bronce y esta cubierta de oro, se trata de un regalo a la ciudad de su creador, el escultor georgiano Zurab Tsereteli. Toda la riqueza de monumentos y lugares de interés de tiflis se comparten entre dos partes de la ciudad - el centro histórico de la "Ciudad Vieja" y la Avenida Rustaveli. Es allí donde los más interesantes lugares de interés histórico y arquitectónico se concentran.